# Pau Barbé i Huguet
Pau Barbé i Huguet fou un polític català. Militant del Partit Republicà Democràtic Federal, el 1900 fou nomenat president de la Junta Directiva de la Biblioteca Museu Balaguer de Vilanova i la Geltrú. Fou elegit diputat pel districte de Vilanova i la Geltrú a les eleccions generals espanyoles de 1903.